# Эволюция таламуса
Эволюция таламуса — это процесс последовательного усложнения в ходе филогенеза хордовых структуры и функций таламуса. Эволюция таламуса у хордовых является одним из частных, но достаточно важных, проявлений общего процесса эволюции головного мозга, и, в целом, нервной системы у этих видов.
В таламусе выделяют эволюционно более древнюю часть — так называемый палеоталамус,, и эволюционно более молодую часть — неоталамус.
При сохранении общего эволюционно-консервативного плана строения таламуса, конкретные детали строения, степень сложности, общее количество ядер и функциональность таламуса очень сильно различаются у разных видов хордовых, стоящих на разных ступенях эволюционной лестницы.

## Таламус анамниотических хордовых
Таламус у круглоротых рыб достаточно хорошо различим, в нём можно различить дорсальную и вентральную части («дорсальный таламус», или собственно таламус, и «вентральный таламус», или преталамус, субталамус). Однако в обеих частях таламуса у круглоротых всего по нескольку ядер. У костистых рыб таламус организован уже более сложно, в нём имеется несколько хорошо дифференцированных ядерных групп, он имеет больше связей с другими областями мозга рыбы. Большинство ядер таламуса костистых рыб занимаются обработкой соматосенсорной и зрительной информации, проекции их диффузны, слабо топографически локализованы. У земноводных таламус, особенно его эволюционно более молодая дорсальная часть («собственно таламус») уже значительно больше по размерам. Клеточный состав разных групп ядер таламуса земноводных сильнее различается, чем у рыб, но менее дифференцирован, чем у пресмыкающихся. Большая часть нейронов таламуса земноводных занимается обработкой зрительной информации, меньшая — соматической, слуховой или вестибулярной информации.

## Таламус низших амниот
В таламусе пресмыкающихся уже можно найти чётко гомологичные ядрам таламуса млекопитающих группы ядер, с типичным именно для этих групп ядер гистологическим строением и типичным паттерном связей с другими частями мозга. У наиболее изученных модельных видов пресмыкающихся в дорсальном таламусе можно выделить 9 ядер, в вентральном таламусе (субталамусе или преталамусе) — 7 ядер. Афферентные и эфферентные связи таламуса с другими частями мозга у пресмыкающихся организованы значительно сложнее, чем у рыб и у земноводных. Латеральные (боковые) ядра таламуса пресмыкающихся принимают входящую информацию от ретиноталамического тракта (то есть от афферентных волокон сетчатки). Центромедиальные ядра таламуса пресмыкающихся занимаются обработкой и интеграцией зрительной и соматосенсорной информации, а вентрокаудальные — обработкой и интеграцией зрительной и слуховой информации, то есть те и другие занимаются мультисенсорной интеграцией и ассоциацией, что не свойственно таламусу рыб. У птиц таламус не намного сложнее таламуса пресмыкающихся: усложнению организации у птиц подверглась в большей степени контролирующая движения тела экстрапирамидная система, в частности стриатум и бледный шар (что, видимо, связано с необходимостью летать), чем таламус.

## Таламус высших амниот (млекопитающих и человека)
Наибольшего развития таламус достигает у млекопитающих. У хищников он более развит, чем у грызунов или у травоядных животных, а наибольшего развития достигает у высших приматов и особенно у человека. Именно у млекопитающих дорсальный таламус («собственно таламус») стал основной релейно-ретрансляторной станцией, основным центром связи нижележащих отделов мозга с неокортексом, звеном, через который проходит и в котором ассоциируется, фильтруется и обрабатывается вся сенсорная, проприоцептивная, интероцептивная и моторная информация, за исключением информации от органов обоняния. Также именно у млекопитающих сформировалось множество замкнутых по принципу кольца двусторонних реципрокных связей таламуса с неокортексом, то есть таламо-кортико-таламических и кортико-таламо-кортикальных систем. Наиболее интенсивному развитию в ходе филогенеза млекопитающих подверглись так называемые ассоциативные ядра высшего порядка (или ассоциативные ядра верхнего уровня), занимающие дорсальную часть таламуса. В эти ядра поступает меньшее количество афферентных нервных волокон, чем в ассоциативные ядра низшего порядка, но они теснее связаны с ассоциативными областями коры. Именно эти ядра верхнего уровня, участвующие в образовании таламокортикальных ассоциативных систем, достигают наибольшего развития у высших приматов и человека. С работой именно этих ядер, наряду с работой неокортекса, связывают возникновение у приматов зачатков разума и самосознания.

## Гомология таламуса хордовых и LAL членистоногих
В центральном нервном узле или головном мозге членистоногих обнаружена структура, гомологичная таламусу в головном мозге хордовых, как с точки зрения сходства процессов эмбрионального развития и паттернов экспрессии генов, так и с точки зрения сходства анатомического расположения в головном мозге, и с точки зрения сходства выполняемых физиологических функций (сбор информации и ретрансляция различных сенсорных путей в более передне расположенные части головного мозга или центрального нервного узла) — так называемые «боковые вспомогательные дольки» (англ. lateral accessory lobes, LAL).
Это заставляет предполагать, что, как минимум, зачаточными, примитивными структурами, гомологичными таламусу хордовых, или, по крайней мере, так называемым «эмбриональным потенциалом» для последующего в ходе эволюции раздельного, независимого развития у хордовых и у членистоногих подобных структур (то есть для проявления не гомологии, но гомоплазии) — то есть всем необходимым набором генов, которые у этого предка изначально могли выполнять какие-то другие функции, но затем в ходе эволюции были «рекрутированы» для сегментации у эмбриона промежуточных отделов мозга, паттернирования и специализации того отдела, который у хордовых известен как таламус, а у членистоногих — как LAL, — мог обладать уже гипотетический последний общий предок хордовых и членистоногих, или даже гипотетический последний общий предок всех билатерий (всех животных, обладающих билатеральной симметрией), — так называемая «урбилатерия». Это, в свою очередь, означает, что зачатки «прото-таламуса» в мозге эволюционных предков хордовых и членистоногих, или, как минимум, уже заложенный в имеющихся генах и в гибкости имеющейся программы эмбрионального развития мозга (её совместимости с таким «расширением» без возникновения сбоев в других частях программы развития эмбриона) эмбриональный потенциал для независимого появления таламуса у хордовых и LAL у членистоногих — появились между 550 и 600 млн лет назад. То есть таламус — по всей вероятности, структура эволюционно гораздо более древняя, чем было принято думать ранее.